# Stedelijk Museum Alkmaar
Het Stedelijk Museum Alkmaar is het gemeentelijk museum van Alkmaar dat tot doel heeft de (kunst)geschiedenis en het culturele erfgoed van de Noord-Hollandse stad Alkmaar te bewaren en te presenteren. Het museum is geopend in 1875 en is daarmee een van de oudste musea van Nederland. De drijvende kracht achter de oprichting van het museum was Cornelis Bruinvis.
Het museum is gevestigd in het centrum van Alkmaar aan het Canadaplein, dat wel 'het cultuurplein' wordt genoemd, tegenover de Grote of Sint-Laurenskerk. Het museum is in 2012-2014 geheel gemoderniseerd.
Van 1968 tot 2000 was het museum gevestigd in het oude schuttersgildehuis De Nieuwe Doelen aan de Doelenstraat. Daarvoor was het museum gevestigd aan de Breedstraat, waar speciaal voor dat doel in 1873 het eerste Alkmaarse museum werd gebouwd.

## Collectie
Het museum heeft in de collectie historisch materiaal van de regio Alkmaar, een fotocollectie van Alkmaar, een collectie schilderkunst uit de 16e en 17e eeuw en een collectie moderne kunst.
De oude schilderkunst is vertegenwoordigd met schilders als: Caesar van Everdingen, Cornelis Buys II,  Claes Jacobszn van der Heck, Willem van de Velde II, Pieter Jansz. Saenredam, Maarten van Heemskerck, Willem Gillesz Kool(en), Aert Pietersz (of Arent), Jan de Baen, Jan Maurits Quinckhard e.a. In januari 2017 kocht het museum voor 1 miljoen euro het Gezicht op de Grote of Sint-Laurenskerk van Alkmaar vanuit het Noorden, olieverf op paneel (1644) van Salomon van Ruysdael, van een Amerikaanse particulier.
De collectie moderne schilderkunst omvat werken van vertegenwoordigers van de Bergense School, het expressionisme, het luminisme en het kubisme. Er is werk te zien van schilders als: Else Berg, Arnout Colnot, Johannes Graadt van Roggen, Charley Toorop, Dirk Filarski, Frans Huysmans, Gerrit van Blaaderen, Henri Le Fauconnier, Jan Sluijters, Leo Gestel, Matthieu Wiegman, Piet Mondriaan (één schets), Piet Wiegman.

## Exposities (selectie)

### Tijdelijke tentoonstellingen
- 2024 - Maarten van Heemskerck, één tentoonstelling in drie musea
- 2022 - Plantage Alkmaar. Alkmaar in Suriname 1745-heden
- 2019 - Voor jullie voeten: herman de vries
- 2019 - Project Caesar - restauratie schuttersstuk op zaal
- 2018/2019 - Mysterie Mondriaan
- 2018 - Victoriefonds Cultuurprijs 2018
- 2018 - De Koe. Het grazen voorbij
- 2018 - Thuiskomst van een meesterwerk. Het Laurentiusaltaar van Maarten van Heemskerck
- 2018 - Ruysdael en Saenredam in Alkmaar. Meesterwerken van de Grote Kerk
- 2017/2018 - Meester van het licht. Emanuel de Witte (1617-1692)
- 2017/2018 - Thomas Struth – Places of Worship
- 2017 - Sluijters, Gestel en Kelder
- 2017 - Dichter bij Maria Tesselschade
- 2017 - Van Ruysdael naar Alkmaar
- 2016/2017 - Vleiend penseel. Caesar van Everdingen (1616/1617-1678)
- 2016 - Picasso in Holland
- 2016 - Gerrit Willem van Blaaderen
- 2015/2016 - Curieus Kabinet. Een 17de-eeuws pronkkabinetje
- 2015/2016 - Dit is Van der Heck. Schilderswerkplaats in de Gouden Eeuw
- 2015 - Portret van Alkmaar (vaste presentatie)
- 2015 - Kruseman. Kunstbroeders uit de Romantiek
- 2014 - Retteketet! AZ - 60 jaar betaald voetbal in Alkmaar
- 2014 - Van Oostsanen - De eerste Hollandse meester
- 2013 - De Dames Vlaanderen. Excentriek Fotografenduo uit Alkmaar
- 2013 - Piet en Matthieu Wiegman. Schilders van de Bergense School
- 2012 - Ringers. De Alkmaarse Chocoladefabriek
- 2011 - Prachtig Portret. De familie Van Foreest en het landgoed Nijenburg
- 2010 - Sesamstraat. Schuif gezellig aan!
- 2010 - In het licht van- De Bergense School geïnspireerd door Cézanne, Van Gogh en Le Fauconnier
- 2009 - Macht en Mystiek. Egmond in de Middeleeuwen
- 2008 - Noord-Hollandse boerderijen (Noord-Hollandse expressionisten)
- 2007 - Hoogtepunten van het Groninger Expressionisme (De Ploeg)
- 2005 - De Onbekende Huffoto 's 1950 -1970 (onbekend werk van Paul Huf)
- 2005 - Coen Meulendijks (1954–2005) (beeldhouwer en schilder)
- 2004 - De verborgen stad. 750 jaar Alkmaar onder de grond
- 2003 - Kunstenaars en de Hollandse Kust
- 2002 - Foto 's van Noord-Holland in de jaren vijftig
- 2002 - Noord-Hollands Expressionisme en de schilders van de Bergense School
- 2001 - Dialoog zonder woorden: de Bouwkunst van Abe Bonnema (1926–2001)
- 1975-1976 - Ans Wortel, 25 jaar olieverfschilderijen, Ans Wortel (1929–1996)

### Permanente presentaties
- 2024 - Allemaal Alkmaar
- 2017 - Bergense School
- 2015 - Portret van Alkmaar
- 2012 - De Gouden Eeuw van Alkmaar
- 2012 - Victorie! Het Beleg van Alkmaar in 1572